# FK Rudar Ugljevik
El FK Rudar Ugljevik (en serbio: ФК Рудap Угљeвик) es un equipo de fútbol de Bosnia y Herzegovina que juega en la Segunda Liga de la República Srpska, una de las ligas que conforman la tercera división de fútbol en el país.

## Historia
Fue fundado en el año 1925 en la ciudad de Ugljevik de la República Srpska y pasó entre las ligas regionales de la desaparecida Yugoslavia.
Tras la separación de Yugoslavia y la independencia de Bosnia y Herzegovina el club fue integrado a la Segunda Liga de la República Srpska, pero fue hasta la temporada 2004/05 que consiguieron el ascenso a la Liga Premier de Bosnia y Herzegovina por primera vez en su historia, con la mala fortuna de que descendieron en su temporada de debut al hacer solo 25 puntos y terminar en último lugar entre 16 equipos.

## Palmarés
- First League of Republika Srpska (2): 1996–97, 1997–98
- Republika Srpska Cup (2): 1997–98, 1998–99

## Entrenadores

### Entrenadores destacados
| - Zoran Jagodić - Velimir Đorđević - Milomir Odović - Zvonko Ivezić | - Zvonko Živković - Predrag Marić - Dragomir Jovičić - Goran Ljubojević |